# Rizin
Rizin oder Ricin ist ein äußerst giftiges Protein aus den Samen des Wunderbaums (auch Rizinus, Ricinus communis) aus der Familie der Wolfsmilchgewächse. Chemisch ist Rizin ein Lektin, das aus einer zellbindenden und einer giftigkeitsvermittelnden Komponente besteht. Seine Giftigkeit wird auf eine Hemmung der eukaryotischen Proteinbiosynthese zurückgeführt.
Gelangt das Gift in den menschlichen Organismus, bringt es die kontaminierten Zellen zum Absterben. Für eine tödliche Vergiftung eines Menschen genügen (bei oraler Aufnahme) 0,3–20 Milligramm isoliertes Rizin pro Kilogramm Körpergewicht, entsprechend etwa acht Samenkörnern, deren Größe und Gehalt jedoch stark schwanken. Bei Kindern kann, je nach Alter und Konstitution, schon ein halbes Samenkorn tödlich wirken. Allerdings wird auch berichtet, dass selbst nach Einnahme von 40 bis 60 Samen eine Überlebenschance besteht. Dabei kommt es darauf an, zu welchem Zeitpunkt das Erbrechen einsetzt. Bei intravenöser, inhalativer oder subkutaner Aufnahme wirken wesentlich geringere Mengen letal, so bei subkutaner Gabe schon 43 μg/kg Körpergewicht.
Rizin ist in der Kriegswaffenliste des deutschen Kriegswaffenkontrollgesetzes aufgeführt.

## Vorkommen
Rizin kommt im Endosperm der bohnenähnlichen Samen des Wunderbaums vor. Der Rizingehalt in den Samen liegt bei etwa 1 bis 5 Prozent des Proteingehalts. In dem ebenfalls aus den Samen gewonnenen Rizinusöl ist Rizin durch Extraktion und Hitzeinaktivierung entfernt. Ebenfalls in den Samen enthalten ist das schwach giftige Ricinin, welches sich mehrheitlich in der Samenschale befindet.

## Gewinnung

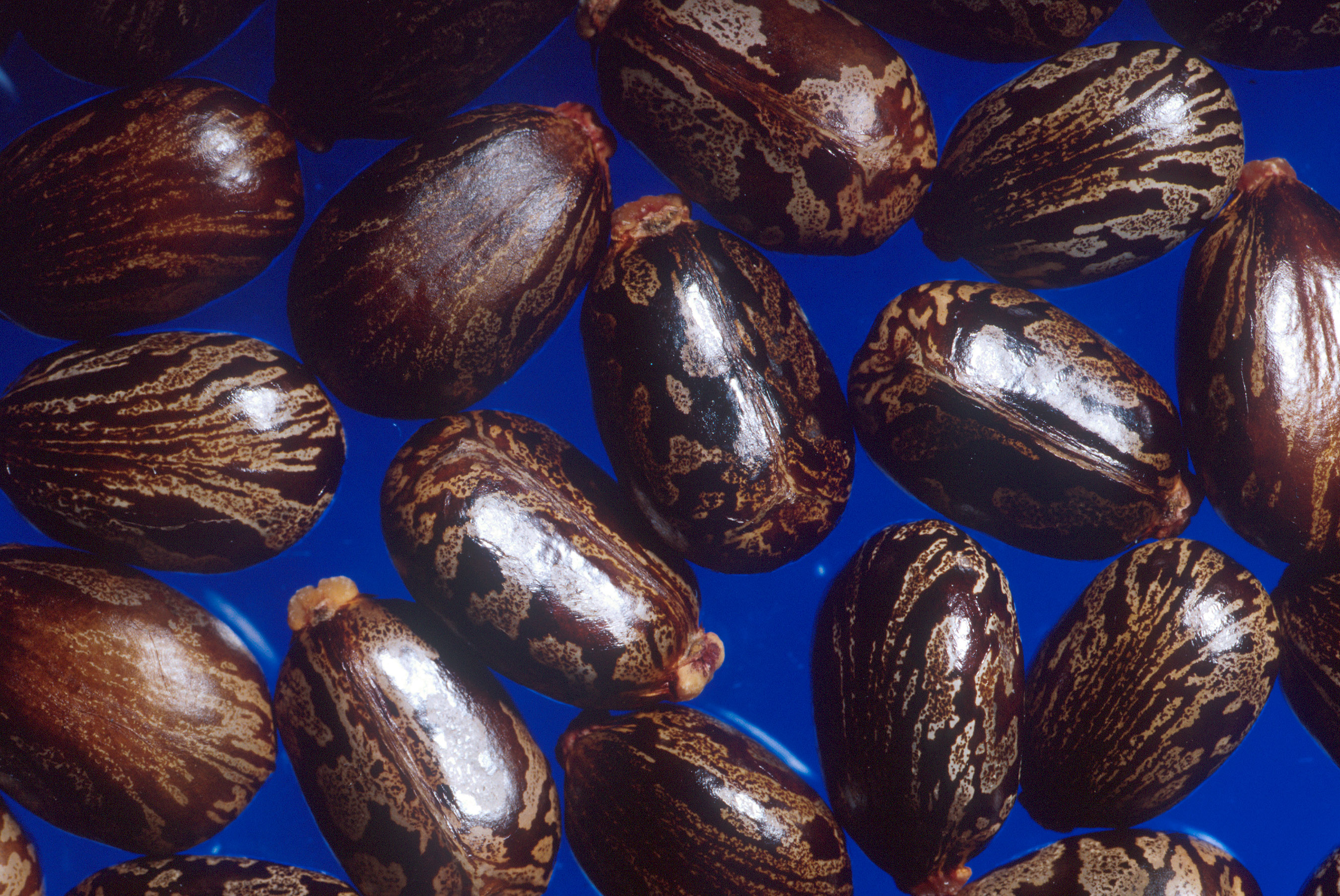
Rizinussamen

Rizin kann aus den Nebenprodukten der Rizinusölherstellung gewonnen werden. In der wässrigen Phase der Rizinusölextraktion liegt der Rizingehalt bei etwa fünf bis zehn Prozent.
Alternativ dazu kann vollständig biologisch aktives, rekombinantes Rizin mit Hilfe gentechnisch veränderter Tabakzellen gewonnen werden.

## Biochemie

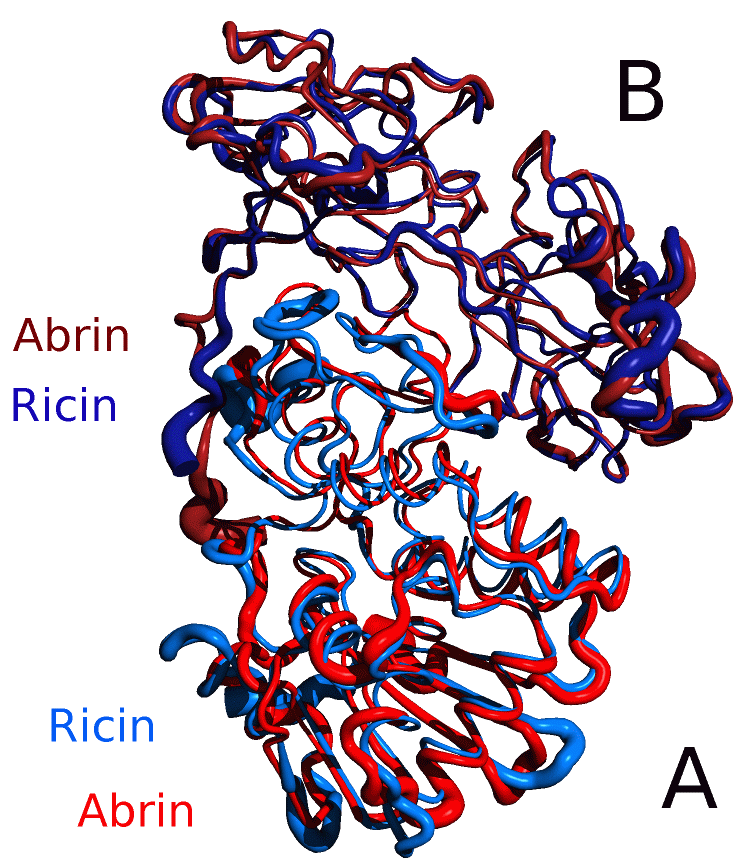
Überlagerung der Strukturen von Rizin und Abrin (oben: B-Kette, unten: A-Kette)

### Biochemische Eigenschaften
Rizin ist ein fettabweisendes und hitzeempfindliches Protein. Strukturell ist es ein heterodimeres, globuläres Glycoprotein mit einer molaren Masse von 60 bis 65 kDa. Es besteht aus zwei verschiedenen Polypeptidketten, der A- und der B-Kette, mit Molmassen von etwa 32 bzw. 34 kDa, die durch eine Disulfidbrücke miteinander verbunden sind. Die A-Kette besitzt charakteristische α-Helix- und β-Faltblattstrukturen und fungiert als N-Glycosidase. Die B-Kette ist eine Lektineinheit ohne ausgeprägte Sekundärstrukturen. In seiner Struktur ähnelt Rizin dem Abrin der Paternostererbse.

### Biosynthese
Rizin wird im Endosperm der Samen des Wunderbaums gebildet. Das primäre Produkt der Proteinbiosynthese ist ein aus 576 Aminosäuren bestehendes Präkursorprotein, das aus einer Signalpeptidsequenz (Aminosäuren 1–35), der A-Kette (Aminosäuren 36–302), einem Linker (Aminosäuren 303–314) und der B-Kette (Aminosäuren 315–576) besteht. Die Signalpeptidsequenz sorgt für einen Transport ins Endoplasmatische Reticulum. Nach Abspaltung der Signalpeptidsequenz wird das Proprotein im Endoplasmatischen Reticulum glycosyliert. Zwischen den Cysteinen 294 und 318 wird mit Hilfe einer Disulfidisomerase eine Disulfidbrücke eingefügt. Eine weitere Glycosylierung erfolgt im Golgi-Apparat. Nach dem Weitertransport in die Vakuolen wird das Proprotein durch eine Endopeptidase zum fertigen Rizin gespalten.

## Toxikologie

### Wirkungsweise (Toxikodynamik)
Rizin gehört zur Gruppe der Ribosomeninaktivierenden Proteine (RIP) des Typs 2 (RIP-II). Seine toxische Wirkung ist auf einen mehrstufigen Prozess zurückzuführen, welcher eine Zellbindung, einen Transport durch die Zelle, eine Aktivierung im Endoplasmatischen Reticulum und letztlich eine fatale Hemmung der Proteinbiosynthese einschließt.
Die B-Kette des Rizins, welche die Lectinfunktion trägt, ermöglicht die Bindung an die Zelloberfläche. Die Bindung erfolgt unspezifisch an endständige N-Acetylgalactosaminreste oder 1,4-verknüpfte Galactoseeinheiten von Glycoproteinen und Glycolipiden. Zusätzlich kann Rizin über seine Glykanketten an Zellen, die den Mannoserezeptor tragen, binden. Unter experimentellen Bedingungen gelangen so bis zu 100 Millionen Rizinmoleküle an die Oberfläche einer Zelle. Das an der Zelloberfläche gebundene Rizin wird durch Endozytose in die Zelle aufgenommen. Über Endosomen, in denen es wegen seiner pH-Beständigkeit und seiner enzymalen Resistenz nicht abgebaut wird, gelangt die Einheit aus A- und B-Kette über den Golgi-Apparat rückläufig in das Endoplasmatische Reticulum. Die zunächst von der B-Kette in ihrer Funktion blockierte A-Kette wird im Endoplasmatischen Reticulum durch Spaltung der zwischen den beiden Ketten liegenden Disulfidbrücke unter Mithilfe einer Disulfidisomerase freigesetzt. Mit der Hilfe von Chaperonen gelangt die A-Kette schließlich ins Zytosol.
Die in das Zytoplasma eingedrungene A-Kette, oder Ricin A, ist eine Glycosidase, die Ribosomen inaktiviert. Die genaue Wirkung besteht in der Abspaltung des Adenin 4324 der 28S-RNA der Ribosomen.
Diese Depurinierung bewirkt zum einen, dass die Bildung des Initiationskomplexes während der Translationsinitiation beeinträchtigt wird – es erfolgt eine starke Verlangsamung dieses Vorgangs der Translation auf ein Sechstel der sonst üblichen Geschwindigkeit. Adenin 4324 ist auch für die Bindung der Elongationsfaktoren notwendig. Daher wird zum anderen der Translokationsschritt während der Elongation unterbunden.
Wegen ihrer zytostatischen Eigenschaften, also einer wachstumshemmenden Wirkung auf Zellen, wurden Toxine vom Typ des Rizins auf ihre Eignung als Therapeutika bei bösartigen Tumoren untersucht. Es gibt kein zugelassenes Medikament auf der Basis von Ricin oder Teilen von Ricin, da die Risiken und Nebenwirkungen – insbesondere die hohe Unspezifität und Toxizität – zu groß sind.

### Toxikokinetik
Für Rizin liegen nur wenige, zumeist tierexperimentelle toxikokinetische Daten vor. Die Übertragbarkeit der Daten auf den Menschen ist nur zum Teil gegeben. Toxikologisch ist die Aufnahme von Rizin nach Injektion, nach Inhalation und nach oraler Aufnahme von Relevanz. Nach einer Injektion, sofern sie nicht zum Tod führt, wird der größte Teil des Rizins innerhalb von 24 Stunden über den Urin ausgeschieden. Als ein Protein verfügt Rizin über eine nur sehr geringe orale Bioverfügbarkeit. Daher liegt beispielsweise bei Mäusen die tödliche orale Dosis um den Faktor 1000 höher als die letale Dosis nach Injektion oder Inhalation. Die Toxizität von Rizin nach Inhalation hängt entscheidend von der Partikelgröße ab. Die toxischen Effekte sind nach Inhalation zudem auf die Atemwege beschränkt; eine Systemische Aufnahme nach Inhalation spielt keine Rolle.

### Vergiftungsfolgen
Da Rizin meist versehentlich durch den Verzehr von Rizinus-Samen aufgenommen wird, werden vor allem Zellen des Verdauungstraktes in Mitleidenschaft gezogen (Magen, Darm, Leber, Nieren). Letztlich führt eine Vergiftung mit Rizin auch zu einer Zerstörung der roten Blutkörperchen. Nach der Aufnahme einer tödlichen Dosis tritt der Tod nach 36 bis 72 Stunden ein.
Nach einer Latenzzeit von mehreren Stunden bis Tagen können folgende Symptome auftreten: Übelkeit, Erbrechen, Durchfall, Schwäche, Tachykardie, Abdominalschmerzen und akuter Flüssigkeitsverlust. In schweren Fällen kommen Mydriasis, Krämpfe an Händen und Beinen, Fieber sowie die Symptome einer Lebernekrose und eines akuten Nierenversagens dazu. Der Tod erfolgt durch Lähmung medullärer Zentren, besonders des Atemzentrums.
Das Gift kann auch inhaliert (als Aerosol eingeatmet) oder injiziert werden. Die Symptome ändern sich dementsprechend: Lungenödem und Atemstillstand beziehungsweise schwere Lähmungen sind die Folge.

### Symptome
Etwa vier bis acht Stunden nach dem Verzehr der Samen:
- starke Schleimhautreizung (unter anderem Brennen in Mund und Rachen)
- nach Resorption Änderung der Syntheserate von essentiellen Enzymen
- Schädigung von Niere, Leber, Magen und Darm
- hohes Fieber
- Übelkeit
- Erbrechen bis blutiges Erbrechen
- blutiger Durchfall
- Kolik
- Kreislaufkollaps, Herzrhythmusstörungen, Blutdruckabfall
- Leukozytose (charakteristisch)

Ohne Behandlung tritt der Tod üblicherweise durch Kreislaufversagen etwa 48 Stunden nach der Vergiftung ein. Ein agglutinierendes Protein führt zum Verklumpen der roten Blutkörperchen. Es ist kein wirksames Gegengift bekannt. In der Fachliteratur gibt es 424 Fälle von Rizinvergiftungen, von denen unbehandelt 8 %, behandelt sogar nur 0,4 % tödlich endeten.

### Erste Hilfe
- Aktivkohlepulver
- in der Klinik: sofortige Magenspülung

Gegen eine Vergiftung mit Rizin gibt es derzeit noch kein Antidot. Im Jahr 1891 war es Paul Ehrlich jedoch gelungen, Mäuse mit „Antiricin“ gegen dieses Gift zu immunisieren. In der Entwicklung befinden sich Substanzen, von denen eine bis zu 49 Prozent der dem tödlichen Gift ausgesetzten Mäuse schützte. Die Substanz (Retro-2) muss allerdings vor der Aufnahme des Giftes verabreicht werden und kann daher nicht als Gegenmittel nach einer Vergiftung dienen.

### Entwicklung eines Impfstoffes gegen Rizinvergiftungen
Anfang der 2000er Jahre wurde mit der Entwicklung verschiedener Impfstoffkandidaten gegen Ricin begonnen, die in präklinischen sowie ersten klinischen Studien in früher Phase getestet wurden. Die Studien der beiden Impfstoffkandidaten „RiVax“ und „RVEc“ wurden von der US Army finanziert.
Die Entwicklung dieser beiden Impfstoffkandidaten ist noch nicht abgeschlossen, so dass es aktuell keinen zugelassenen Impfstoff gegen eine Ricinvergiftung gibt.

## Analytik
Die zuverlässige Analytik von Rizin in unterschiedlichen Matrices setzt eine adäquate Probenvorbereitung voraus und kann sowohl durch spezifische Immunassays als auch durch den Einsatz der HPLC-Massenspektrometrie-Kopplung erfolgen. Eine weitere ergänzende Verfahrensweise in der Analytik ist der zuverlässige Nachweis von Ricinin als Biomarker durch die Gaschromatographie mit Massenspektrometrie-Kopplung.

## Gebrauch als Biowaffe

### Forschungen und Überlegungen zur Verwendung
Während des Ersten Weltkrieges wurde Rizin von den Vereinigten Staaten von Amerika auf sein militärisches Potential hin untersucht. Es wurden einerseits die Beschichtung von Munition oder Sprengkörpern und andererseits die Verbreitung des Giftes als Staub in Erwägung gezogen. Die Verbreitung des Giftes über eine Staubwolke konnte nicht ausreichend entwickelt werden und die Verwendung von Rizin in Kriegswaffen hätte die Haager Landkriegsordnung verletzt. So ging der Erste Weltkrieg vorüber, bevor die Vereinigten Staaten in der Lage waren, Waffen mit Rizin herzustellen.
Kanada und die Vereinigten Staaten untersuchten während des Zweiten Weltkrieges die Verwendung von Rizin in Streumunition. Das Projekt wurde bis zu Plänen für die Massenproduktion und mehreren Feldexperimente mit verschiedenen Bomblets vorangetrieben. Letztlich kam man zu dem Schluss, dass im Vergleich der zur Praxisreife entwickelten Waffensysteme ein Einsatz von Phosgen wirtschaftlicher wäre.
Das Interesse an Rizin hielt noch für eine kurze Zeit über den Zweiten Weltkrieg hinaus an, versiegte aber mit dem Beginn der Forschung an Sarin durch das Chemical Corps der U.S. Army. Rizin fällt sowohl unter die Biowaffenkonvention von 1972 als auch unter die Chemiewaffenkonvention von 1997 und ist dort als Substanz aufgelistet, die selbst als Bio- oder Chemiewaffe eingesetzt werden kann oder bei der Herstellung solcher Waffen verwendet wird.
Da es auch über die Atemwege wirkt, wurde es von der britischen Armee auf seine Verwendbarkeit als Kampfstoff geprüft, sein Einsatz jedoch verworfen und die entsprechenden Vorräte vernichtet, insbesondere da es sich nur schwer als Aerosol verteilen lässt und eher für Anschläge auf Einzelpersonen geeignet ist. Trotz seiner mangelnden Eignung für einen Angriff mit dem Ziel von Massentötungen ist Rizin in der Liste 1 der Chemiewaffenkonvention (CWC) aufgeführt, die die giftigsten Toxine enthält, und zugleich auch in der letzten Version der Bio- und Toxinwaffen-Konvention (BTWC).

### Tatsächliche Verwendungen
Im Jahr 1991 wurden in Minnesota mehrere Mitglieder der rechtsextremistischen Gruppe Patriot’s Council festgenommen, weil sie für einen Anschlag auf Bundespolizisten eine Menge an Rizin hergestellt hatten, die für die Tötung von über 100 Menschen ausreichend gewesen wäre. Vier von ihnen wurden gemäß dem Biological Weapons Anti-Terrorism Act von 1989 für schuldig befunden, sie waren die ersten nach diesem Gesetz Verurteilten überhaupt.
1995 wurde an der Grenze von Alaska ein ebenfalls dem rechtsextremistischen Lager zugerechneter Mann festgenommen beim Versuch, 130 Gramm pulverisiertes Rizin nach Kanada einzuschmuggeln.
Die Londoner Times berichtete am 16. November 2001, dass in verlassenen Al-Qaida-Häusern in Kabul Herstellungsanleitungen für Rizin gefunden worden waren, allerdings kein Rizin selbst.
Im August 2002 gaben US-amerikanische Behörden bekannt, dass die islamistische Terrororganisation Ansar al-Islam Versuche mit Rizin und anderen chemischen und biologischen Kampfstoffen im Nord-Irak angestellt habe.
Am 9. Januar 2003 meldete die dpa, dass in London kleinere Mengen Rizin sowie Geräte zu seiner Herstellung gefunden worden waren. In diesem Zusammenhang wurden sechs Algerier festgenommen. Im April 2005 wurden bis auf einen alle Beteiligten freigesprochen. Ein Angeklagter wurde wegen Mordes an einem Polizisten, den er während einer Hausdurchsuchung erstochen hatte, zu lebenslanger Haft verurteilt. Die Ermittlungsbehörden gaben in dem Verfahren entgegen früheren Meldungen an, kein Rizin, sondern lediglich amateurhafte Anweisungen zu seiner Herstellung gefunden zu haben.
Im Februar 2008 wurde in einem Hotelzimmer in Las Vegas Rizin gefunden. Die dortige Polizei erklärte, eine schwer vergiftete Person sei in ein Krankenhaus eingeliefert worden und schwebe in Lebensgefahr. Trotz des Fundes von Waffen und „anarchistischer Literatur“ glaube man nicht an einen terroristischen Hintergrund. Wegen des Besitzes von 4 Gramm des Gifts, das er bereits 1998 hergestellt hatte, und verbotener Schalldämpfer wurde ein 57-Jähriger im November 2008 zu drei Jahren Gefängnis verurteilt.
Am 12. August 2011 berichtete die New York Times über geheimdienstliche Erkenntnisse bezüglich des Versuchs zur Herstellung von Rizin durch den regionalen Ableger von Al-Qaida im Jemen. Demnach sei die US-Regierung besorgt, dass dort Rizin für Anschläge gegen die USA hergestellt werden könne.
Am 16. April 2013 wurden je ein Brief mit Rizin an den republikanischen US-Senator Roger Wicker und an den US-Präsidenten Barack Obama abgefangen. Am 30. Mai 2013 wurde bekannt, dass am 24. bzw. 26. Mai 2013 zwei Briefe mit Rizin an den zu dieser Zeit amtierenden New Yorker Bürgermeister Michael Bloomberg abgefangen worden waren. Als Absenderin der Briefe an Bloomberg und Obama wurde die Schauspielerin Shannon Guess Richardson ermittelt; sie gestand dies. Sie wurde zu 18 Jahren Haft und 367.222 Dollar Entschädigungszahlung verurteilt.
Anfang September 2014 wurden in einem US-amerikanischen Labor der National Institutes of Health (NIH) nahe Washington schlecht gesicherte Rizinrestbestände aus Waffenexperimenten im Ersten Weltkrieg gefunden, zusammen mit Pest- und Botulismus-Erregern.
Im Dezember 2017 wurde eine Seniorin in einem Heim in Vermont festgenommen, die Rizin an ihren Mitbewohnern getestet hatte.
Im Mai 2018 nahm die Polizei in Frankreich zwei ägyptische Brüder fest. Einer davon blieb in Haft, weil er einen Anschlag mit Rizin geplant haben soll.
Im Juni 2018 fand die Kölner Polizei in einer Wohnung eines Tunesiers Substanzen zur Herstellung von Rizin und wertete dies als Vorbereitung für den Bau einer biologischen Waffe. Der Generalbundesanwalt nahm die Ermittlungen wegen des Verdachtes auf eine schwere staatsgefährdende Straftat auf. (Siehe: Rizinfund in Köln). Im März 2020 verurteilte der Staatsschutzsenat in Düsseldorf den 31-jährigen Tunesier zu 10 Jahren Haft. Im Juni 2020 wurde seine mitangeklagte Frau zu 8 Jahren Haft verurteilt.
Im September 2020 wurde ein an US-Präsident Donald Trump adressierter Brief mit Rizin abgefangen. Die tatverdächtige Kanadierin wurde beim Grenzübertritt aus den USA nach Kanada verhaftet und angeklagt. Im August 2023 wurde sie zu 22 Jahren Gefängnis verurteilt.
Im Januar 2023 wurden zwei Iraner in Castrop-Rauxel von Sicherheitskräften festgenommen. Von den Ermittlern wird ihnen die Beschaffung von Rizin für einen islamistisch motivierten Anschlag vorgeworfen.
Im April 2025 führten Ermittler des Landeskriminalamtes Sachsen in einem Haus in Zeithain umfangreiche Durchsuchungen durch. Ein 16-jähriger Deutscher steht im Verdacht, in einem eigens dafür eingerichteten Labor im Dachgeschoss seines Elternhauses mehrere Ampullen eines gefährlichen Gemisches aus Aconitin und Rizin hergestellt und gelagert zu haben.